# San Andrés Tuxtla
San Andrés Tuxtla est une ville localisée dans la partie sud de l'État de Veracruz, dans le golfe du Mexique. Elle est incluse dans la région volcanique de la Sierra de los Tuxtlas et présente un relief accidenté. Peuplée en 2010 de 61,769 habitants, elle se prête au tourisme et à la culture du tabac. Elle est le chef-lieu de la municipalité de San Andrés Tuxtla, qui appartient à la région administrative de Los Tuxtlas. Elle est proche des villes de Catemaco, Hueyapan de Ocampo, Santiago Tuxtla et Ángel Rosario Cabada.

## Géographie

Carte de la Sierra de los Tuxtlas. San Andrés Tuxtla se trouve à l'est de Cobata

La ville est établie au sein du massif volcanique de la Sierra de los Tuxtlas, dans le golfe du Mexique, dans l'intérieur des terres. Cette chaîne volcanique est distincte de la grande chaîne de la Cordillère néovolcanique, dont elle est distante de 250 kilomètres. Les volcans les plus proches sont le San Martín Tuxtla, culminant à 1650 mètres, le Santa Marta et le San Martín Pajapan, culminant à 1 160 mètres. Elle se trouve à l'ouest de la Laguna de Catemaco (es), lac d'origine volcanique, qui alimente à l'est la rivière Cuetzalapan. San Andrés Tuxtla est arrosé par la rivière San Andrés, qui dépend du bassin du fleuve Río Papaloapan.
San Andrés Tuxtla appartient à la municipalité de même nom, dont elle est le chef-lieu. Sa population en 2010 est de 61769 habitants, tandis que celle de la municipalité est de 78898 habitants. Les localités limitrophes de Comoapan, Salto de Eyipantla, Calería et de Sihuapan appartiennent à la même municipalité, et dépendent donc de San Andrés Tuxtla.

## Transports
La ville est traversée par la route fédérale n°180, qui relie Puerto Juárez (agglomération de Cancún) à Coatzacoalcos.

## Patrimoine
La Cathédrale San Josè et San Andrès, édifiée en centre ville, a été bâtie dans un style colonial entre la fin du XIXe siècle et le milieu de XXe.

## Évêché
- Diocèse de San Andrés Tuxtla
- Cathédrale Saints-Joseph-et-André de San Andrés Tuxtla